# شين لوري
شين لوري (بالإنجليزية: Shane Lowry)‏ (12 يونيو 1989 ببرث في أستراليا - ) هو لاعب كرة قدم أيرلندي وأسترالي في مركز الدفاع. شارك مع منتخب جمهورية أيرلندا تحت 17 سنة لكرة القدم ومنتخب جمهورية أيرلندا تحت 21 سنة لكرة القدم ومنتخب أستراليا لكرة القدم. أما مع النوادي، فقد لعب مع أستون فيلا وبرمنغهام سيتي وشيفيلد يونايتد وليدز يونايتد ونادي برث غلوري ونادي ميلوول ونادي ليتون أورينت ونادي بليموث أرجايل.

## وصلات خارجية
- شين لوري على موقع إي إس بي إن إف سي (الإنجليزية)
- شين لوري على موقع قاعدة بيانات كرة القدم.إي يو (الإنجليزية)
- شين لوري على موقع Soccerbase.com (لاعب) (الإنجليزية)
- شين لوري على موقع Soccerway.com (الإنجليزية)
- شين لوري على موقع عالم كرة القدم.نت (الإنجليزية)